# ハンス・バウマン
ハンス・バウマン（Hans Baumann、1914年4月22日 - 1988年11月7日）は、ドイツの詩人、作詞家、翻訳家、児童文学作家。
バヴァリアの軍人の家に生まれ、9歳の頃に詩集を刊行、ヒトラー・ユーゲントに参加し、SS、ナチス党員となる。軍人として東部戦線に配置される。敗戦後は捕虜収容所に入ってナチス思想から離れ、奇跡的カムバックを果たして、児童文学作家として多くの賞を受けた。歴史・神話に材をとったものが多い。

## 日本語訳
- 『大昔の狩人の洞穴』沢柳大五郎訳 岩波少年文庫 1955
- 『兄弟の船』尾崎賢治訳 ウルリク・シュラム絵 平凡社 冒険小説北極星文庫 1957
- 『草原の子ら ジンギス・カンの孫たち』関楠生訳 ロートフックス絵 岩波少年文庫 1957
- 『コロンブスのむすこ』生野幸吉訳 カール・フリードリヒ・ブルスト絵 岩波少年文庫 1958
- 『たいようの小馬』関楠生訳 桜井誠画 学習研究社 1965
- 『ハンニバルの象つかい』大塚勇三訳 ウルリク・シュラム絵 岩波書店 1966
- 『小さくなった大きなぞう』塩谷太郎訳 ヘルベルト・レンツ絵 偕成社 1970
- 『ペルーの神々と黄金』関楠生訳 学習研究社 少年少女学研文庫 1970
- 『神々の橋をもとめて』関楠生訳 山野辺進画 学習研究社 アドベンチャー・ブックス 1971
- 『屋根の上の回転木馬 ほか』関楠生訳 森英ほか絵 こどもの世界文学 18(ドイツ編4) 講談社 1972
- 『うさぎくんはやくはやく!』アントニー=ボラチンスキー絵 与田静訳 偕成社 1977
- 『イーカロスのつばさ』関楠生訳 山村昌明画 岩波書店 1979
- 『みんなみんなねむっている』エリカ・ディーチュ=カペレ絵 乾侑美子訳 評論社 1984
- 『どでかいサイがやってきた』ライナー・シュトルテ絵 田中重弘文 評論社 1986